# Ким, Филип
Филип Ким (англ. Philip Kim; род. 25 января 1997, Торонто), также известный как Phil Wizard — канадский би-бой. Чемпион летних Олимпийских игр 2024 года в брейкинге, чемпион мира (2022), Панамерики (2023) и Панамериканских игр (2023).

## Биография
Филип Ким родился 25 января 1997 года в Торонто, Канада, в семье корейских мигрантов. Заинтересовался брейкингом в 2009 году после того, как увидел выступление команды Now or Never (N.O.N.) Crew напротив Художественной галереи Ванкувера. Филип начал изучать тематические видео на YouTube. Позже один из участников N.O.N. посетил школу, где учился Ким, чтобы рассказать о танцах и дать уроки. Филип начал ходить на занятия по брейкингу. После школы он поступил в университет на отделение психологии. По его собственным словам, он сделал это только потому, что так хотели родители. После двух семестров бросил учёбу, чтобы посвятить всё свое время и энергию танцам.
В 2017 году Фил победил на Red Bull BC One LA Cypher, а в 2018 году победил на Red Bull BC One Canada Cypher. В 2019 году он уже выступал на самом Red Bull BC One. В 2021 году на Red Bull BC One Фил дошёл до финального баттла, где уступил би-бою Амиру из Казахстана. В этом же году Фил Уизард взял серебро на чемпионате мира по брейкингу. В 2022 году Фил уже выиграл чемпионат мира. На чемпионате мира 2023 года он уступил в финале би-бою Виктору из США, который благодаря этой победе квалифицировался на Олимпийские игры в Париже. Фил позже в этом году взял золото на Панамериканских играх и, таким образом, получил свою квоту на Игры. В этом же году он выиграл Панамериканский чемпионат по брейкингу. На Red Bull BC One 2023 года он снова дошёл до финального баттла, но на этот раз уступил южнокорейскому би-бою Hong 10.
На Олимпийских играх 2024 года в Париже брейкинг был впервые представлен как олимпийская дисциплина. В групповом этапе Фил был первым в своей группе. В полуфинале он одолел би-боя Шигекикса из Японии. В финальном баттле Фил Уизард по неожиданному стечению обстоятельств снова встретился с французским би-боем Дани Данном, с которым он уже сражался в групповом этапе. Канадец одолел француза и стал первым олимпийским чемпионом в брейкинге.
Свой никнейм Фил себе сам не выбирал и объяснил его появление тем, что одно время состоял в танцевальной команде The Wizards (с англ. — «Волшебники») и его часто представляли как Фила из команды The Wizards, что постепенно сократилось до Фил Уизард.